# Cyberpunk 2077
Cyberpunk 2077 je akční hra na hrdiny v otevřeném světě hraná z první osoby, vyvinutá a publikovaná polskou společností CD Projekt, resp. její vratislavská divize. Děj se odehrává v dystopickém městě Night City, v otevřeném světě složeném ze sedmi různých regionů. Hráči, označováni jako kyberpankáči (anglicky cyberpunkers), přebírají roli přizpůsobitelného žoldáka jménem „V“ získávají dovednosti v nejrůznějších odvětvích, od hackování po kontaktní boj. Je možné hrát brutální i mírumilovnou cestou.
Vydání hry Cyberpunk 2077 bylo odloženo z původního 16. dubna 2020 na 17. září 2020, dále na 19. listopadu roku 2020 a nakonec na 10. prosince 2020, kdy nakonec hra vyšla; důvodem byla potřebná kompatibilita pěti různých platforem (nová a stará generace konzolí a PC). Je dostupná na Microsoft Windows, PlayStation 4, Xbox One, roku 2021 by měla být zpřístupněná na PlayStation 5 a Xbox Series X.[potřebuje aktualizovat] Cyberpunk 2077 je vyvinut na enginu REDengine 4 přibližně pěti sty lidmi, což přesahuje počet lidí, kteří pracovali na minulé hře Zaklínač 3: Divoký hon. Konzultantem je Mike Pondsmith, tvůrce původní stolní hry Cyberpunk.
Titul nezapře literární inspiraci knihami Williama Gibsona, filmem Blade Runner, japonským anime snímkem Ghost in the Shell či hrou Deus Ex; jednu z hlavních rolí hraje Keanu Reeves. Zvukový doprovod obsahuje originální hudbu od Refused, Grimes, A$AP Rocky, Gazelle Twin, Run the Jewels, Ilan Rubin, Richard Devine, Nina Kraviz, Deadly Hunta, Rat Boy a Tina Guo.
Dne 26. září 2023 byl vydán datadisk s názvem Phantom Liberty. Jeho vydání předcházela 21. září velká aktualizace hry s označením 2.0.

## Hratelnost
Cyberpunk 2077 je akční hra na hrdiny hraná z pohledu první osoby, v níž se hráč ujímá role žoldáka přezdívaného V, jehož hlas, obličej, účes, pohlaví, tělo a oblečení si může přizpůsobit. Schopnosti postavy, mezi které patří tělo, inteligence, reflexy, technická zdatnost a chladná hlava, jsou ovlivněny třídami postavy, jež si hráči zvolí: NetRunner (hackování), Techie (strojírenství) a Solo (boj). Schopnosti je možné libovolně vylepšovat díky postupu na vyšší úroveň postavy, čímž se hráči odemykají nové dovednosti v jednotlivých dovednostních stromech a vylepšení postavy. Pokud si chce V nakoupit a vylepšit své kybernetické implantáty (tzv. kyberware) poskytující různé výhody a unikátní schopnosti, musí se poradit s „rozparovačem“. Černé trhy nabízejí implantáty vojenské úrovně. Vzácnost jakéhokoliv vybavení je barevně odlišena.
V je schopen se krýt, mířit, hackovat, skákat a sklouznout se. Ve hře jsou dostupné tři druhy střelných zbraní, každá z nich může být vylepšována a přizpůsobena – Silové (průraznost a vysoké poškození), Technické (přesnost) a Chytré (automaticky naváděné střely). Dále lze používat kontaktní a sečné zbraně, boj s pěstmi a různé druhy granátů. Značnou výhodu v boji poskytuje hackování. Až pět druhů poškození může být způsobeno – fyzické, tepelné, EMP, elektrické a chemické. Zbraně, stejně jako další výbavu lze vylepšovat, vyrábět či vybavovat různými modifikacemi, kupříkladu mířidly či tlumiči. Hra může být dohrána bez jediného zabití volbou nesmrtících možností omráčení nepřítele (s výjimkou soubojů s bossy).
Fiktivní kalifornské město Night City se skládá ze šesti regionů – korporátní městské Centrum, převážně imigranty obydlený Watson, luxusní Westbrook, předměstí Heywood, gangy zamořená a chátrající Pacifica a industriální a maloměstské Santo Domingo. Okolní krajina, vyprahlé a povětšinou opuštěné Pustiny, též mohou být prozkoumány. Jedná se o open-world hru s otevřeným herním světem, který může být libovolně prozkoumáván. V se v něm může přemisťovat chůzí, rychlým cestováním nebo ve vozidlech. Vozidel je ve hře opravdu mnoho, přičemž gameplay umožňuje jejich řízení jak z první, tak ze třetí osoby. Chodci jsou náchylní ke kolizím s vozidly. Zákon je upozorněn, jestliže V provede nějaký zločin. Ve vozidlech jsou dostupné fiktivní rádiové stanice k poslechu. Cyklus dne a noci spolu s dynamickým počasím ovlivňuje chování NPC postav. V vlastní svůj vlastní byt, ve kterém si může uchovávat zbraně, oblečení a jiné předměty, použít počítač či spát v posteli. V Night City lze potkat osoby, které nemluví anglicky, takové se překládají speciálním jazykovým kyberimplantátem.
Ve hře lze nalézt větvící se dialogy, které ovlivňují questy a samotný hlavní příběh. Z hlavních i vedlejších misí lze získat zkušenostní body, které podporují statistiky a dovednosti, a dále pouliční renomé, nezbytné pro používání silnějších zbraní a odolnějších obleků. Postup hrou zajišťuje odemykání nových dovedností, objevování obchodníků, nových míst, dodatečných misí a získávání herní měny, eurodolarů. Minihry, například turnaje v boxu, závody a střelnice lze nalézt po celém městě; „Game Over“ nastává pouze v případě, pokud hlavní postava zemře, nikoliv, když se mise nezdaří – v případě smrti se jednoduše načte poslední uložená pozice. Podle toho, jaké možnosti hráč zvolí v průběhu hry lze dojít až k sedmi různým koncům.

## Příběh

### Zasazení
Hra se odehrává v alternativních Spojených státech v nedaleké budoucnosti, v níž Ameriku postihla řada ekologických katastrof, ekonomických krizí a ničivých válek, které přivedly Spojené státy ke kolapsu. Po letech úpadku násilně vznikly Nové spojené státy, jen pár svobodných států dovedlo úspěšně vzdorovat. Samotná hra se odehrává v přelidněném velkoměstě Night City ve svobodném státě Severní Kalifornie. Město ovládají různé korporace, kupříkladu Arasaka, Militech či Kang Tao, které jsou povětšinou zcela lhostejné vůči obyvatelům a jde jim spíše o vlastní moc a profit. Metropole má svůj zákon, který se v rámci možností snaží udržovat místní zkorumpovaná policie. Časté jsou zde konflikty mezi gangy, které bojují o nadvládu nad městským podsvětím. Největšími gangy jsou Šestá ulice, Zvířata, Maelstrom, Mox, Tygří spáry, Valentinos a Voodoo Boys. Za hranicemi města, ve vyprahlých Pustinách, žijí různé nomádské klany, kupříkladu Aldecaldos, Bakkeři či odpadlí Raffen Shiv. Každý z gangů je specifický, ať už ve stylu oblékání, způsobem vydělávání peněz, získávání moci a jednání s veřejností.
Město je závislé na robotice, která obstarává základní aspekty života, jako je sběr odpadu, údržba nebo veřejná doprava. Vizuální stránka města je odvozena ze čtyř epoch, kterými město prošlo – strohým entropismem, barevným kýčem, impozantním neo-militarismem a opulentním neo-kýčem. Samotné město se dělí na šest čtvrtí – korporátní Centrum, přelidněný a většinou imigranty obydlený Watson, Heywood pro střední vrstvu, luxusní Westbrook, zchudlé Santo Domingo a zchátralá Pacifika. Internet je řízen a hlídán korporacemi, dělí se na veřejně přístupnou a bezpečnou Síť, kterou hlídá organizace NetWatch, a kyberprostor za virtuální Černou zdí, nebezpečnou část internetu plnou smrtících počítačových virů a zákeřných umělých inteligencí. Bezdomovci, chudoba a špína jsou zcela běžnou součástí města. Kybernetická modifikace těla je součástí každodenního života, ať už se jedná o kvalitní a drahé implantáty nebo o levné náhražky z černého trhu, což mnohdy vede k násilí, vražedným záchvatům a kyberpsychóze. Těmito hrozbami se zabývá elitní ozbrojená síla známá jako MaxTac, zvaná též Psycho Squad. Trauma Team, zvaná též Úrazovka, zas představuje nájemné lékařské služby v rámci pojištění. V důsledku neustálé hrozby fyzické újmy mohou občané vlastnit a nosit střelné zbraně na veřejnosti.

### Děj
Děj se odehrává roku 2077 ve fiktivním kalifornském velkoměstě Night City. Hráč si vybírá jednu ze tří životních cest pro hlavní postavu jménem V – nomád, dítě ulice či korporát; jakožto nomád, V opouští svůj rodný klan a vůbec poprvé přichází do velkoměsta; coby dítě ulice se V dopustí zločinu ve snaze pomoci svému příteli; a jako korporát, V je náhle propuštěn ze zaměstnání u Arasaka Corporation kvůli selhání v mocenském pletichaření. V prvních dvou životních cestách se V shodou náhod spřátelí s místním zločincem Jackiem Wellesem, zatímco ve třetí životní cestě je Jackie starý známý. Všechny tři rozdílné úvody vedou ke stejné úvodní sekvenci, kdy se V stává žoldákem a společně s Jackiem a síťařkou T-Bug plní nejrůznější zakázky.
O půl roku později si místní kšeftař, Dexter DeShawn, najme V a Jackieho, aby od Arasaky ukradli tajemný biočip zvaný Relikvie. V s Jackiem naplánují loupež a následně infiltrují luxusní hotel Konpeki Plaza, kde je Relikvie ukryta. Úspěšně ji uloupí, ale vše se zvrtne, když Yorinobu Arasaka zavraždí svého otce Sabura, ředitele celé korporace. Prohlásí, že Saburo byl otráven, načež aktivuje bezpečnostní protokoly. Zatímco T-Bug je zavražděna arasackými síťaři, v budově propukne přestřelka, když se V a Jackie snaží uprchnout. Jackie je při ní smrtelně postřelen a integrita Relikvie vážně poškozena, pročež je V nucen ji zachovat tím, že si ji vloží do vlastního kyberimplantátu.
DeShawn zuří kvůli nežádoucí pozornosti místní policie, a proto V střelí do hlavy, který díky zpočátku neznámé příčině přežije. V bezvědomí prožívá vzpomínky rockové hvězdy Johnnyho Silverhanda, který roku 2023 spáchal teroristický útok na tehdejší Arasaka Tower, kde odpálil termonukleární nálož a následně byl pokládán za mrtvého. Vzápětí se V probouzí na skládce odpadu, kde DeShawna zastřelí Goro Takemura, bývalý bodyguard Sabura Arasaky. Nabídne V spolupráci pod podmínkou, že společně zveřejní pravdu o Saburově vraždě, načež jej odveze k doktorovi. V se od něj dozvídá, že mu kulka vypálená do hlavy aktivovala Relikvii, jež pomocí nanit opravuje poškozenou tkáň a udržuje jej tak naživu. Na druhou stranu mu upravuje mozek a přepisuje vědomí na úkor Johnnyho vzpomínek. Do úplného přepsání zbývá několik týdnů, proces nelze zastavit a biočip není možno vyjmout, pročež V musí co nejrychleji nalézt způsob, jak se zbavit Johnnyho a přežít.
V postupně prožívá Johnnyho vzpomínky a zjišťuje, že na počátku 21. století Johnnyho tehdejší přítelkyně a geniální síťařka Alt Cunningham vytvořila Dušemor, tedy umělou inteligenci schopnou zkopírovat lidskou mysl, ale zároveň při tom člověka zabít. Arasaka unesla Alt a donutila ji vytvořit jejich vlastní verzi Dušemoru, která schraňuje kopie lidských vědomí v digitální pevnosti zvané Mikoshi. Johnny poté vedl záchrannou akci ve snaze osvobodit Alt, ale nalezl ji mrtvou, poněvadž na ní Arasaka provedla test Dušemoru. Následně spáchal termojaderný teroristický útok, který ve skutečnosti posloužil jako diverze, aby vědomí Alt mohlo uprchnout z Mikoshi do Sítě, ale byl při něm chycen a také podroben testu Dušemoru. Díky vyvinutí této technologie začala Arasaka roku 2077 v rámci svého programu „Zabezpečení duší“ přijímat veřejné zakázky na kopírování lidských myslí, díky nimž mohou zesnulí nadále existovat v digitální podobě. Relikvie je prototypem nového biočipu, díky němuž digitální kopie lidské mysli může přepsat cizí vědomí a žít v novém těle. Shodou okolností Johnnyho vědomí skončilo právě v této experimentální Relikvii.
V mezitím v Night City plní vedlejší úkoly, buduje si pouliční reputaci, shání lepší výbavu a pomáhá několika vedlejším postavám, jmenovitě Panam Palmer a nomádskému klanu Aldecaldů, bývalému policistovi Riverovi Wardovi, techničce Judy Alvarez, muzikantovi Kerrymu Eurodyneovi, dávné Johnnyho přítelkyni Rogue Amandiaries, a Takemurovi, díky němuž se dostává k Hanako Arasaka, dceři Sabura a oddané členky korporace. Nakonec nalézá odpověď na svůj život ohrožující problém v Síti, kde se setkává s digitálním vědomím Alt, která přislíbí pomoc. V se tak musí dostat do Arasaka Tower, manuálně napojit do Mikoshi a umožnit Alt použít Dušemor pro odstranění Johnnyho vědomí.
Zdravotní stav V se dramaticky zhoršuje. Je přizván k Hanako Arasaka, která mu přislíbí veškerou zdravotnickou pomoc, pokud jí pomůže veřejně odhalit pravdu o Saburově vraždě. Dále má na výběr zaútočit na Arasaka Tower s pomocí Rogue či s nomády a napojit se do Mikoshi; v této chvíli je možné dosáhnout několika konců, přičemž V je nucen zabít hlavního protivníka hry Adama Smashera, bývalého vojáka, nemesis Johnnyho a přisluhovače Arasaky, který kvůli kybernetické úpravě těla připomíná spíše stroj, než člověka.
Hráčova rozhodnutí vedou k několika možným koncům: V může spáchat sebevraždu, čímž zabije sebe i Johnnyho, uzavřít dohodu s Hanako či otevřeně zaútočit na Arasaku. Ať tak či onak, vyjde najevo, že i při sebelepší zdravotnické pomoci jsou dosavadní změny v mozku nezvratné a V zbývá pár měsíců života, zatímco Johnny by v těle V prožil plnohodnotný dlouhý život. Může proto zůstat ve svém těle s vidinou blízké smrti (dle hráčova rozhodnutí se V buďto stane legendou Night City a šéfem městského podsvětí, nebo jako jeden z prostých nomádů navždy opustí město), anebo své tělo přenechat Johnnymu, který odjede z města začít nový život někde jinde. Ať je rozhodnutí jakékoliv, vědomí toho druhého splyne s Alt a odejde do hlubin Sítě. Pokud V uzavře dohodu s Hanako, Johnny je vymazán a vědomí V nahráno do Mikoshi do té doby, dokud mu nenaleznou nové vhodné tělo (za předpokladu, že Hanako dodrží svůj slib). Každý z konců zároveň ovlivňuje světové dění, například ovlivní vliv korporací nad Night City a s tím související korporátní válku.

## Vývoj
První trailery pro hru byly vydány v lednu 2013. Cyberpunk 2077 vstoupil do fáze plné výroby hned, jak CD Projekt Red dokončil předchozí hru Zaklínač 3: Divoký hon; v té době na hře pracovalo zhruba 50 zaměstnanců. Později tomuto projektu věnovali tým mnohem větší, než který pracoval na Zaklínači 3, a jakmile tuto hru vydali, začali pracovat na novější verzi enginu REDengine 3, který by vyhovoval Cyberpunku 2077. Společnost CD Projekt Red získala dotaci ve výši 7 milionů dolarů od polské vlády, která potvrdila použití REDenginu 4. V červnu 2017 byly odcizeny rané návrhy a hrozilo jejich zveřejnění, avšak vývojář odmítl vyhovět podmínkám. Vývoj údajně dosáhl milníku na konci roku 2017. V březnu 2018 společnost založila nové studio ve Vratislavi pro posilnění produkce. V červenci 2018 tým pracující na Cyberpunku 2077 čítal téměř 350 zaměstnanců a do následujícího měsíce byl hlavní příběh hry plně realizován. V říjnu 2018 CD Projekt Red oznámil spolupráci s kanadským studiem Digital Scapes na dodatečných nástrojích pro Cyberpunk 2077. Na začátku roku 2019 již velikost týmu překročila 400 lidí a po domluvě spolupráce se společností Nvidia pro dosažení ray tracingu v reálném čase v půli roku 2019 se počet lidí zvedl na 450.
Spolu s vydáním DLC Phantom Liberty byl vydán i patch 2.0, který hru výrazně překopává, včetně přepracování systému policie, nového systému kyberwaru či síťařiny a nových stromů dovedností, a přidává dodatečné prvky, především možnost boje ve vozidlech či nových zbraní. Též napravuje několik nesplněných slibů z trailerů, například dává možnost se konečně v Night City projet metrem.

## Přijetí
Cyberpunk 2077 byl pochvalován za jeho příběh, prostředí a grafiku, i když některé z jeho hratelnostních prvků obdržely smíšené reakce. Na Gamescom Award získal cenu pro nejlepší hru roku a pro nejlepší RPG roku. Naproti tomu byl kritizován za rozsáhlé chyby, zejména u konzolových verzí, které také trpěly problémy s výkonem. Společnost Sony hru 17. prosince 2020 odstranila z obchodu PlayStation Store a dne 21. června 2021 opět obnovila k prodeji.
K prvnímu dni prodeje se prodalo rekordních 8 milionu kopií. Do 20. prosince 2020 se prodalo 20 milionů kopií, čímž se titul zařadil mezi padesát nejprodávanějších videoher v historii.